# Tihomir Franković
Tihomir Franković (ur. 30 września 1977 w Splicie) – chorwacki wioślarz, zdobywca brązowego medalu Igrzysk Olimpijskich w Sydney oraz uczestnik Igrzysk w Atlancie.